# Mathurin de Plédran
Mathurin de Plédran (mort le 10 décembre 1521) est un ecclésiastique breton qui fut évêque de Dol de 1504 à 1521.

## Biographie
Mathurin de Plédran est nommé évêque de Dol le 12 juin 1504. Il fait son entrée dans sa cité épiscopale le 5 juin 1507 et prête le serment de fidélité le 18 juin suivant. En mars 1514 il préside à Nantes le service religieux à l'occasion de l'inhumation du cœur de la reine Anne de Bretagne. Dans son diocèse il est à l'origine de l'impression en juillet 1519 du nouveau bréviaire de Dol. Il meurt le 10 décembre 1521.